# Belmondo (album)
Belmondo è il quinto album in studio del gruppo musicale italiano Kaufman, pubblicato il 10 novembre 2017, sotto l'etichetta INRI/METATRON e con la distribuzione di BMG Italy e Universal Music.

## Tracce
1. La febbre
2. Macchine volanti
3. L’età difficile
4. Come si sta
5. Senza fiato
6. Alpha Centauri
7. Il nostro proposito
8. Adesso
9. Robert Smith
10. Ragazzi di vita
11. Animali meta sociali